# Meetcategorie

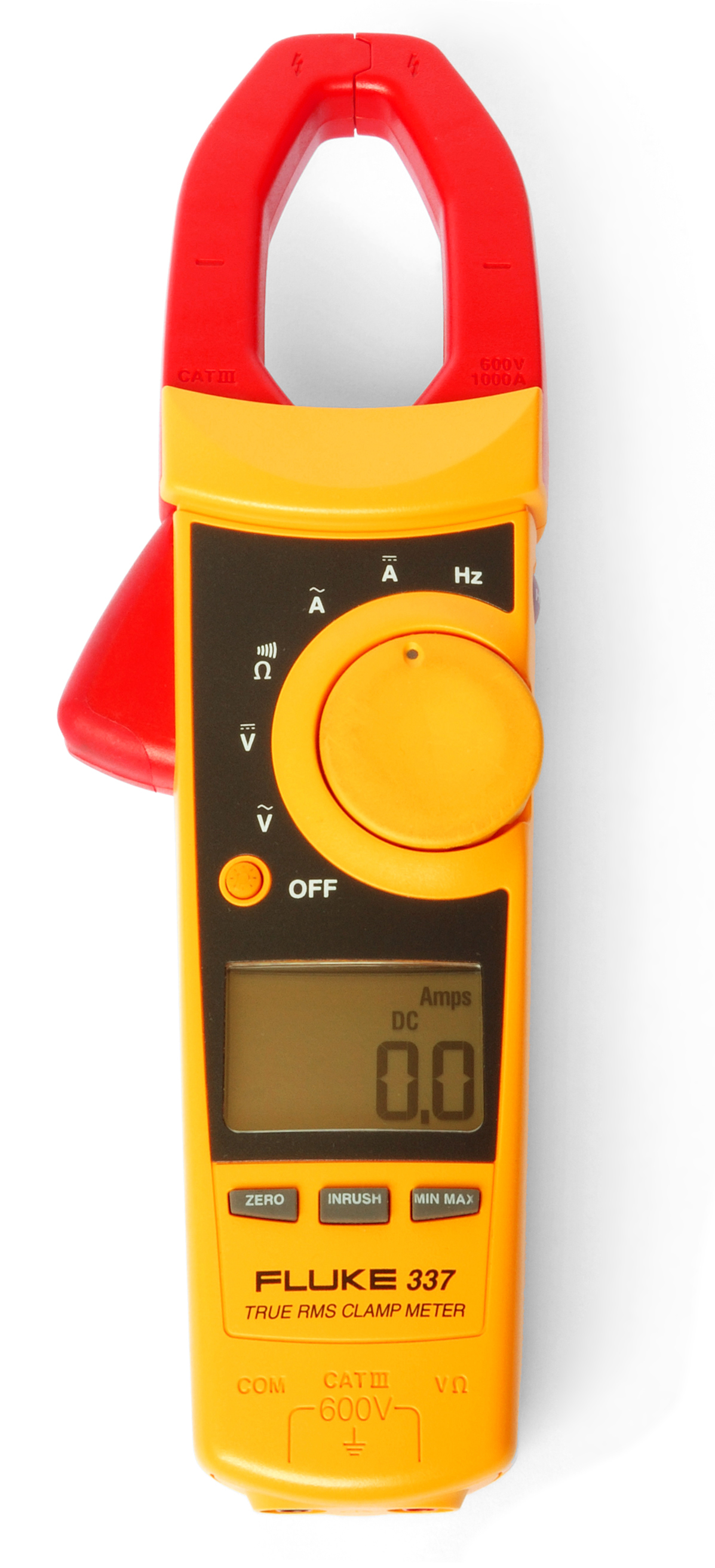
Stroomtang met onderaan de vermelding meetcategorie "CAT III 600V"

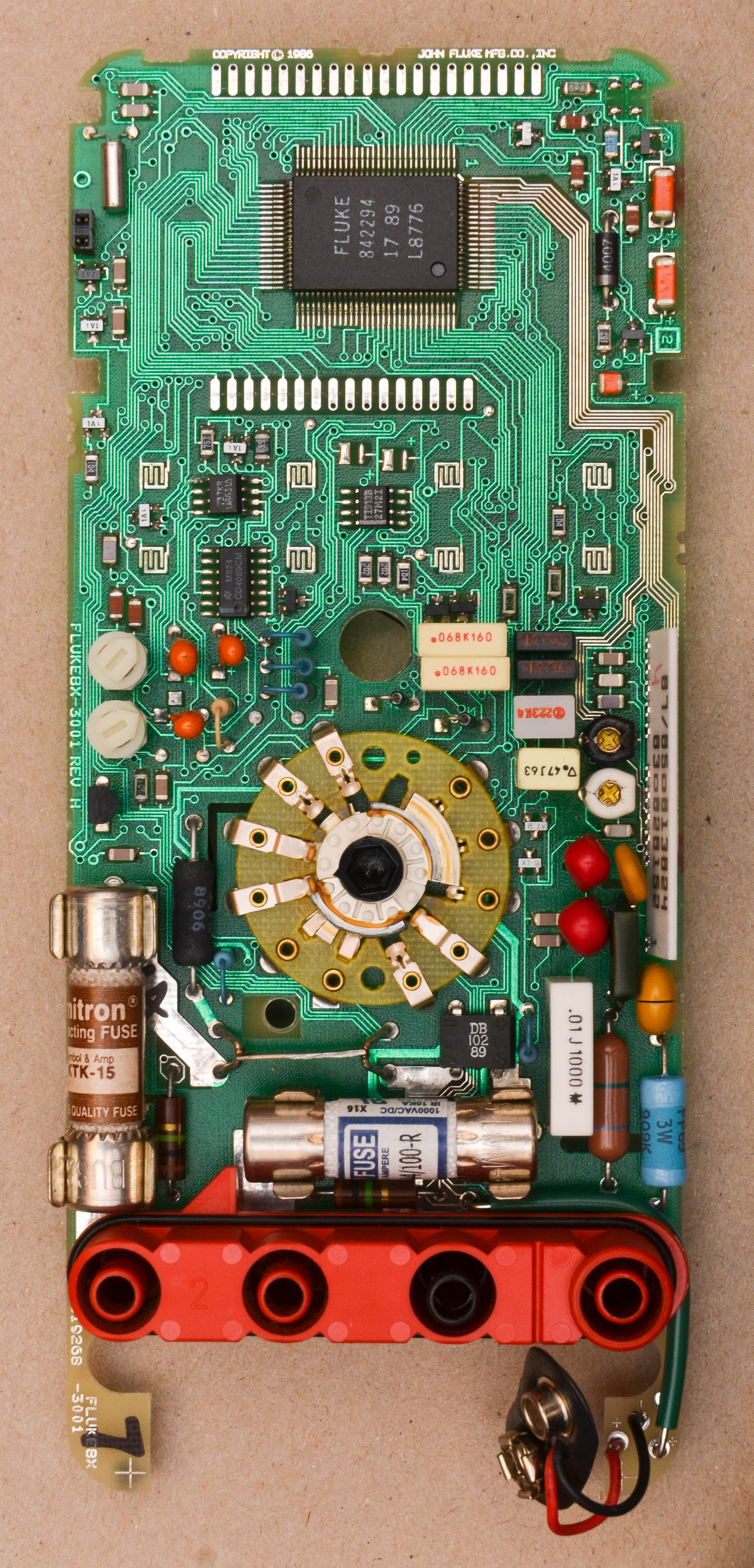
Printplaat van een beveiligde multimeter. Onderaan de afbeelding zijn te zien: aanraakveilige stekkerbussen, twee zekeringen die hoge energie aankunnen, een isolatiesleuf in de printplaat, en o.a. varistors.

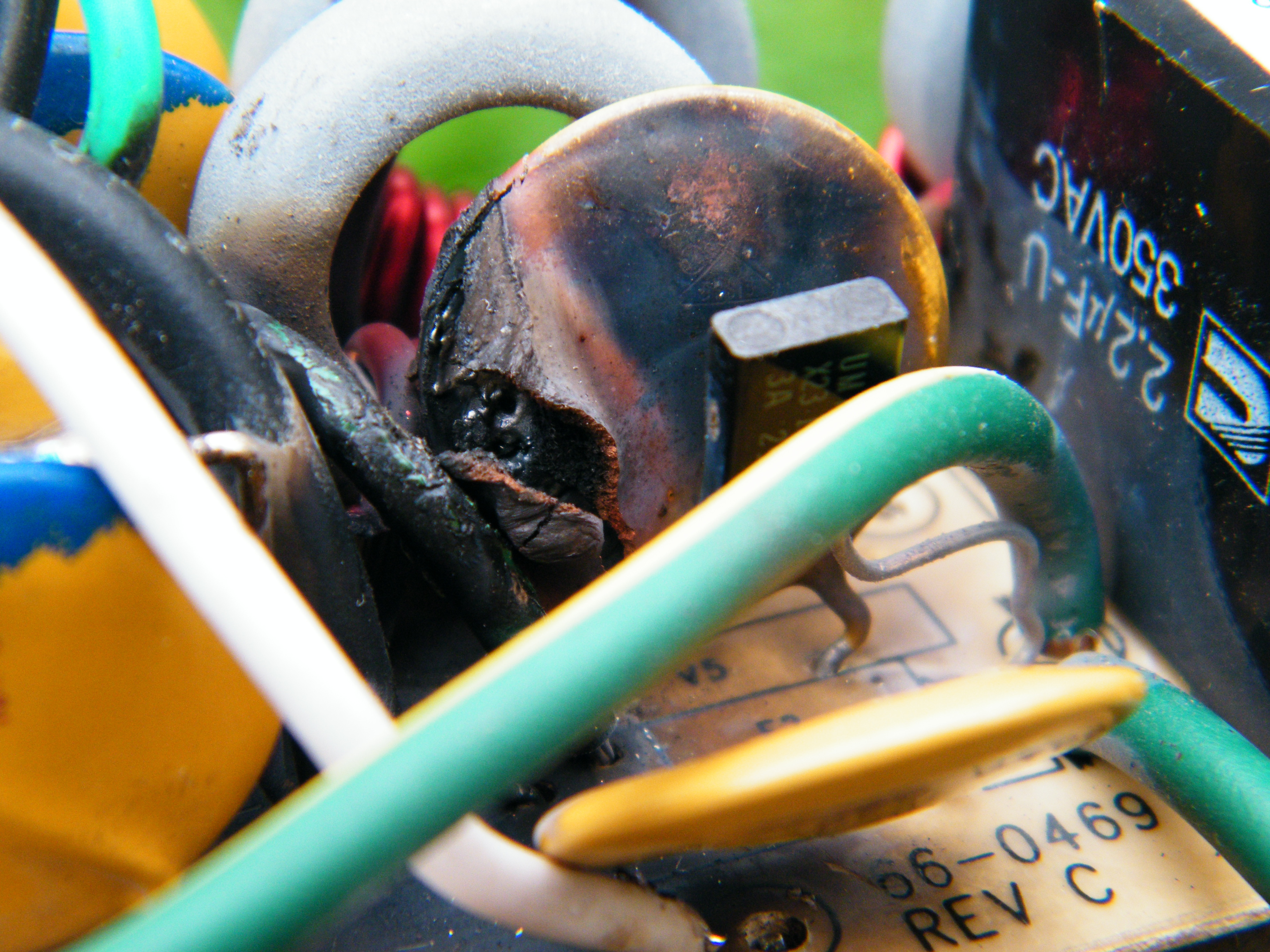
Een varistor heeft zijn beschermende functie vervuld bij blikseminslag en is daarbij defect geraakt.

De meetcategorie geeft de toegestane toepassingsgebieden aan van meet- en testapparatuur voor elektrische apparatuur en installaties.
De meetcategorie is van belang voor de veiligheid. 
Daarbij wordt rekening gehouden met de piekspanning en met de energie die kan vrijkomen. 
Een apparaat moet die kunnen verwerken zonder dat de gebruiker in gevaar komt (door bijvoorbeeld vonken, explosie, brand of elektrische schok).
Het apparaat zelf kan daarbij beschadigd worden.
De energie in de stroomkring kan beperkt zijn door zekeringen (smeltveiligheden of installatieautomaten), en de piekspanning door de nominale spanning van de betreffende stroomkring.
Het systeem wordt toegepast op bijvoorbeeld spanningzoekers en multimeters.
De meetcategorieën worden gedefinieerd door de internationale norm IEC 61010-1 (Safety requirements for electrical equipment for measurement, control, and laboratory use), voor het eerst gepubliceerd in 1990.
De categorieën en gebruiksdoeleinden zijn in IEC 61010-1 als volgt gedefinieerd:
CAT IMetingen aan stroomkringen die geen directe verbinding hebben met het elektriciteitsnet (zoals bij gebruik van accu's of batterijen); bijvoorbeeld zaklampen, camera's, mobiele telefoons en elektrische en elektronische apparatuur in auto's.
CAT IIMetingen aan stroomkringen die met een stekkerverbinding aan het laagspanningsnet verbonden zijn, bijvoorbeeld huishoudelijke apparaten en draagbare elektrische apparaten.
CAT IIIMetingen aan de elektrische installatie van een gebouw en de daar vast aan verbonden apparaten.
CAT IVMetingen aan de bron van een laagspanningsinstallatie, verbruiksmeters, hoofdaansluiting, primaire zekeringen, en aan alle geleiders buiten gebouwen, en ondergrondse leidingen.
De categorieën zijn verder nog onderverdeeld in elektrische spanningen van 300 V, 600 V en 1000 V.
De meetcategorie wordt op apparaten aangeduid met Romeinse cijfers. 
Een apparaat zonder aanduiding mag alleen voor metingen van categorie I worden gebruikt.
Technische maatregelen voor het voldoen aan vereisten kunnen zijn:
de aanraakveiligheid van stekers en stekkerbussen; zekeringen en varistors in het apparaat, isolatie, trekontlasting en knikbescherming van kabels en snoeren, en voldoende grote diameter van leidingen. 